# Hôtel Helka
L’hôtel Helka (finnois : Hotelli Helka) est un bâtiment historique du quartier de Etu-Töölö à Helsinki en Finlande.

## Description
L'hôtel est un bâtiment conçu par Wivi Lönn, situé à Etu-Töölö, près du centre de Kamppi.
Le bâtiment est la propriété de l'association Chrétienne des Jeunes Femmes.
L'hôtel compte 151 chambres qui sont aménagées avec un mobilier design d'Alvar Aalto. 
Le Helka Bar. est situé au rez de chaussée, il présente une exposition d'art permanente de Marita Kouhia, les œuvres sont inspirées par la musique et représentent généralement des musiciens célèbres.

## Histoire
L'édifice est conçu par l'architecte Wivi Lönn en 1927. La construction du bâtiment s'acheve en 1928. Lönn a vécu dans la maison de 1928 à 1966. 
En 2016, une plaque commémorant Wivi Lönn est posée sur un mur de l'hôtel.
L'hôtel Helka a ouvert ses portes en 1969. Auparavant, le bâtiment a servi de résidence pour étudiantes, de résidence pour fonctionnaires et d'hospice. 
L'hôtel héberge également le siège social de NNKY, une boulangerie, un café, une blanchisserie et un jardin d'enfants.

## Galerie

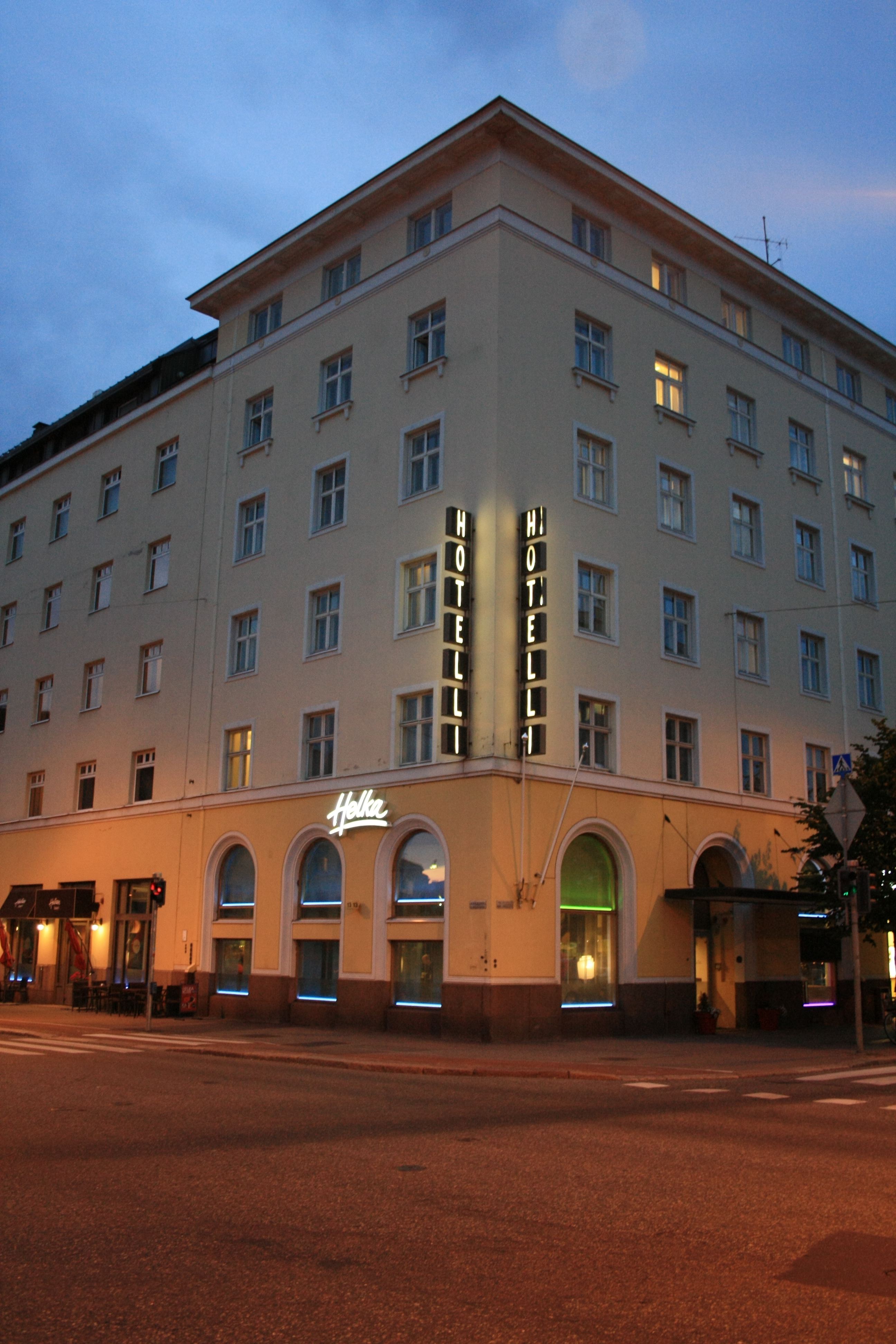
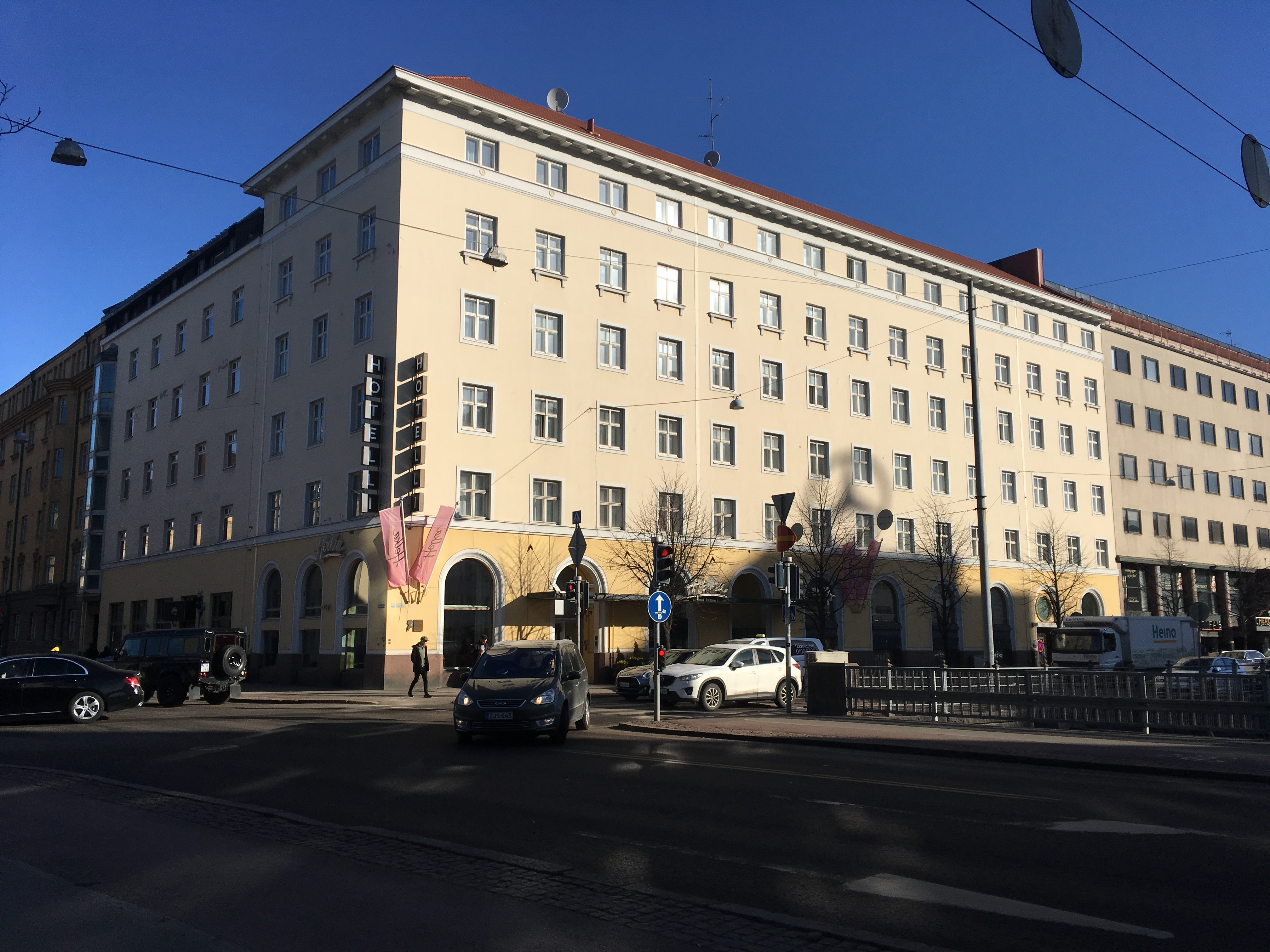
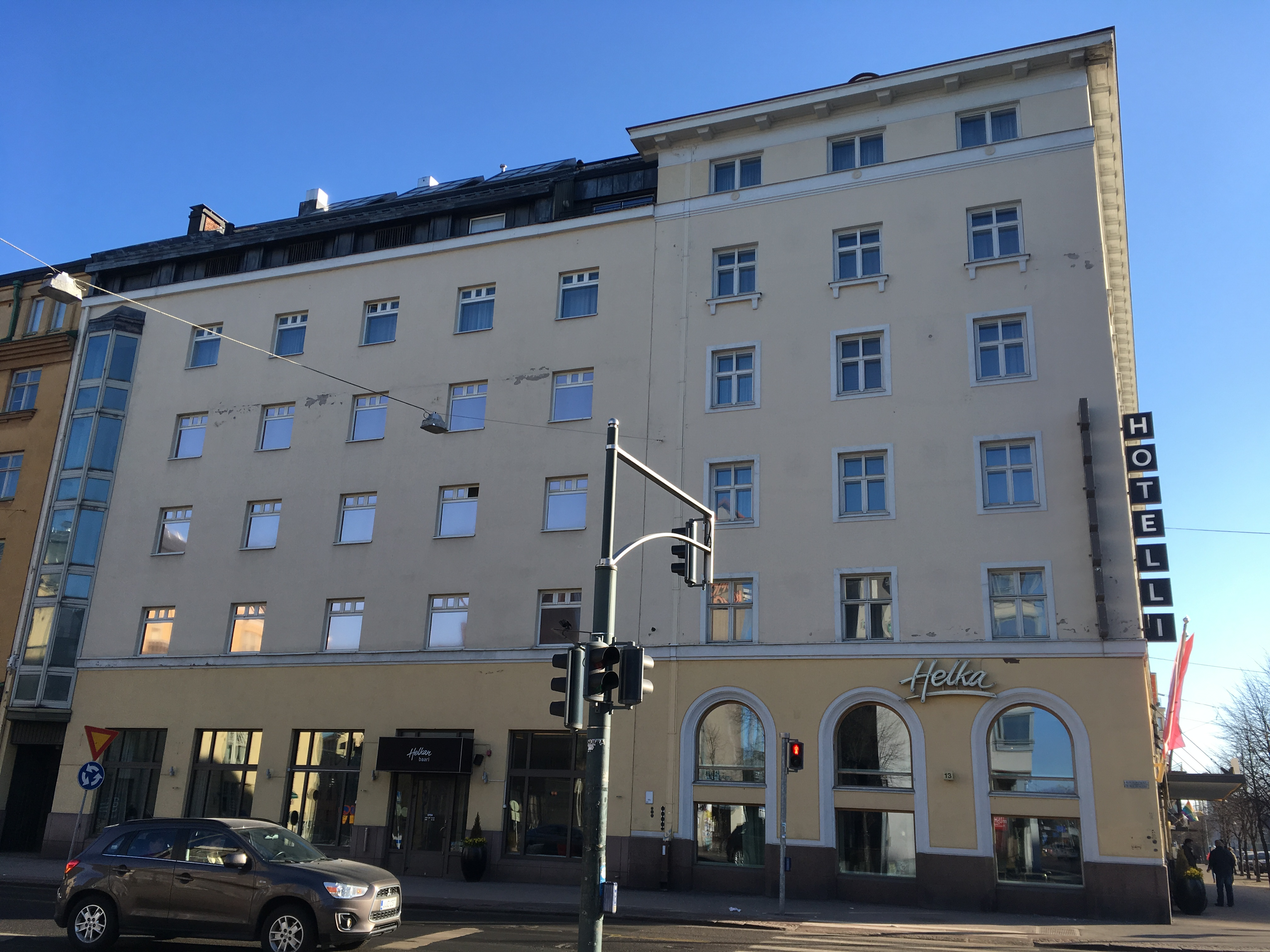
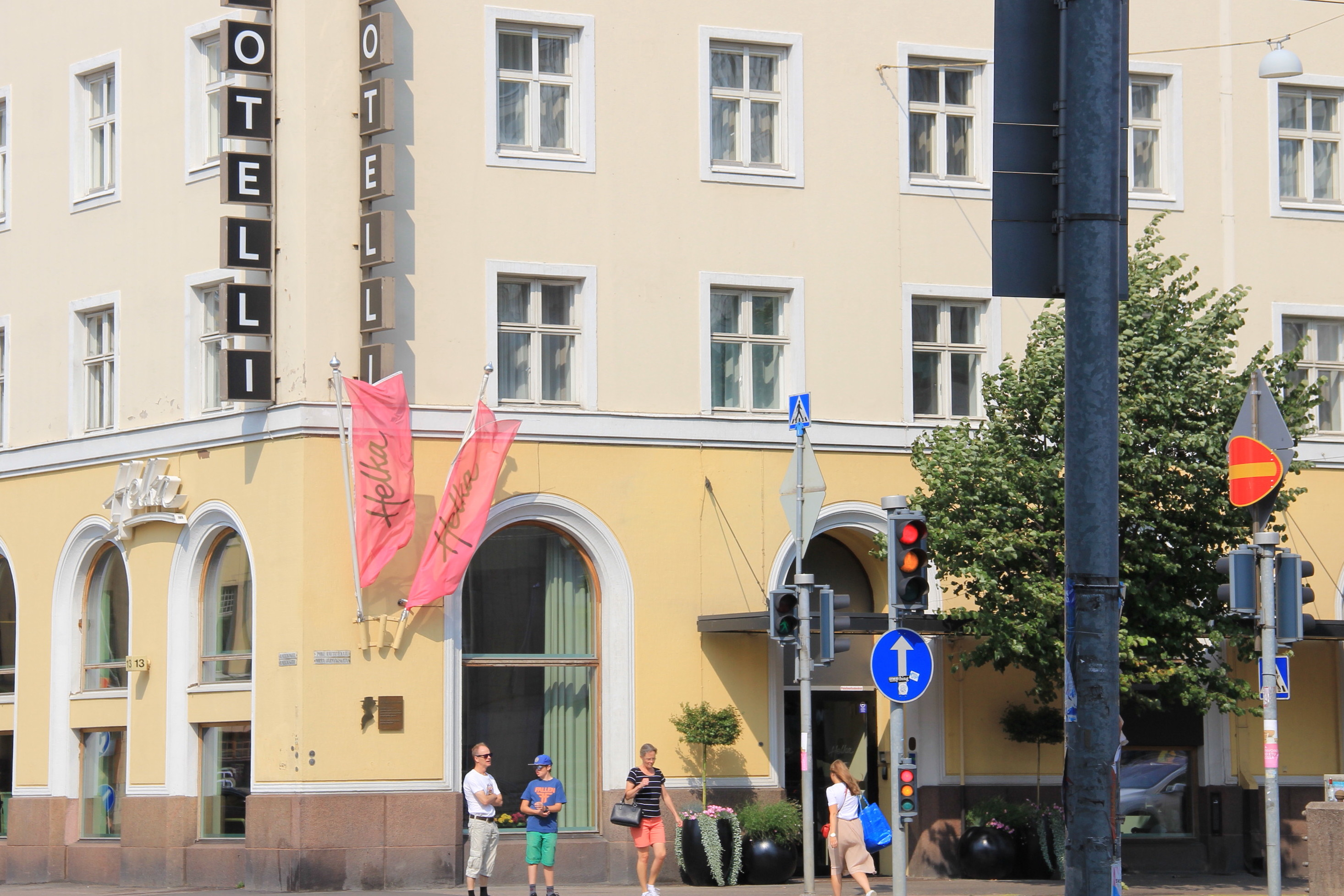